# Anton Josipović
Anton „Ante“ Josipović (* 22. Oktober 1961 in Banja Luka, Teilrepublik Bosnien, Jugoslawien) ist ein ehemaliger jugoslawischer Boxer kroatischer Nationalität.

## Amateurkarriere
Anton Josipović trainierte im Boxclub Slavija in Banja Luka. Im Mittelgewicht startend, wurde er 1982 in Borovo Jugoslawischer Meister und 1983 in Athen Balkanmeister. Bei den Weltmeisterschaften 1982 in München besiegte er den deutschen Starter Hans Gottsmann, konnte jedoch aufgrund einer Verletzung nicht zu seinem Achtelfinalkampf gegen den Türken Selami Karakelle antreten.
Für die Olympischen Sommerspiele 1984 in Los Angeles nominierte der jugoslawische Verband unter Mate Parlov dann Damir Škaro für das Mittelgewicht, während Josipović der Startplatz im nächsthöheren Halbschwergewicht vorbehalten wurde. Nach Erreichen des Gewichts, startete er bei den Olympischen Spielen und siegte gegen den Deutschen Markus Bott (4:1), den Rumänen Georgică Donici (5:0) und den Algerier Mustapha Moussa (5:0). Sein Finalgegner wäre der Gewinner aus der Halbfinalpaarung, der Neuseeländer Kevin Barry gegen den US-Amerikaner Evander Holyfield, gewesen. In der zweiten Runde dieses Kampfes kam es zu einem strittigen Vorfall, als Holyfield, welcher den Kampf deutlich dominierte, Kevin Barry nach einem „Stop“-Kommando des jugoslawischen Ringrichters Gligorije Novičić durch einen Schlag zu Boden streckte und dafür disqualifiziert wurde. Barry wurde aufgrund des schweren Niederschlags, dem Amateurregelwerk entsprechend, für 28 Tage von sämtlichen Kämpfen ausgeschlossen und konnte somit nicht zum Finale antreten, weshalb Josipović kampflos die Goldmedaille gewann und einziger jugoslawischer Olympiasieger der Boxstaffel werden konnte. Vorwürfe, der jugoslawische Ringrichter habe „seinem“ Boxer das Finale gegen den Favoriten Holyfield ersparen wollen, konnten nie erhärtet werden. Der US-Boxverband bemängelte zwar nicht die Disqualifikation, jedoch das Geben der Kommandos durch den Ringrichter und legte Beschwerde beim Olympischen Box-Weltverband ein. Eine fünfköpfige Jury des Verbandes bestätigte hingegen die Rechtmäßigkeit des Kampfverlaufs, den Kampfausgang und die Entscheidung des Ringrichters Novičić.

## Profikarriere
Josipović boxte als Profi von Juli 1990 bis Juni 1995 und bestritt zehn Kämpfe in Bosnien, Serbien, Italien und Kroatien, von denen er acht gewinnen konnte. Sein bedeutendster Sieg gelang ihm am 9. Mai 1991 gegen den US-amerikanischen Ex-Weltmeister Matthew Saad Muhammad, der 1998 in die Hall of Fame aufgenommen wurde.
1994 und 1995 verlor er jeweils gegen Asmir Vojnović und beendete im Anschluss im Alter von 33 Jahren seine Karriere.

## Sonstiges
Anton Josipović reiste nach seiner Profikarriere durch Europa, lebte später in Zagreb, wo er die Gelegenheit hatte, Präsident des kroatischen Boxverbandes zu werden, kehrte jedoch nach Banja Luka zurück und war kurzzeitig Trainer der Boxnationalmannschaft von Bosnien und Herzegowina.
Am 4. November 1997 überlebte er einen Mordanschlag mittels Schusswaffe in einer Café-Bar in Banja Luka, als ein Mann offenbar grundlos das Feuer auf ihn eröffnet hatte. Josipović wurde von zwei Projektilen getroffen und brauchte laut eigener Aussage rund zwei Jahre, um sich von den Verletzungen zu erholen. Erst 2017 wurde ein Tatverdächtiger in Serbien ausgeforscht, welcher jedoch 2020 von einem Gericht in Jagodina vom Vorwurf des versuchten Mordes freigesprochen wurde.